# New Africa
New Africa – album studyjny amerykańskiego puzonisty jazzowego Grachana Moncura III, wydany w 1969 roku nakładem BYG Records.

## Lista utworów
Opracowano na podstawie materiału źródłowego.
Wydanie LP
Strona A
| Nr | Tytuł utworu | Muzyka             | Długość |
| -- | --- | ------------------ | ------- |
| 1. | „New Africa - 1st Movement: Queen Tamam - 2nd Movement: New Africa - 3rd Movement: Black Call - 4th Movement: Ethiopian Market” | Grachan Moncur III | 17:33   |
| 2. | „Space Spy” | Moncur III         | 6:57    |
|    | |                    | 24:30   |

Strona B
| Nr | Tytuł utworu  | Muzyka     | Długość |
| -- | ------------- | ---------- | ------- |
| 1. | „Exploration” | Moncur III | 10:42   |
| 2. | „When”        | Moncur III | 12:06   |
|    |               |            | 22:48   |

## Twórcy
Opracowano na podstawie materiału źródłowego.
Muzycy:
- Grachan Moncur III – puzon
- Roscoe Mitchell – saksofon altowy, flet piccolo
- Archie Shepp – saksofon tenorowy
- Dave Burrell – fortepian
- Alan Silva – kontrabas
- Andrew Cyrille – perkusja

Produkcja:
- Jean Georgakarakos, Jean-Luc Young – produkcja muzyczna
- Claude Delcloo – produkcja wykonawcza
- Claude Jauvert – inżynieria dźwięku
- Philippe Carles – liner notes